# 1-Chlor-3,5-difluorbenzol
1-Chlor-3,5-difluorbenzol ist eine chemische Verbindung aus der Gruppe der Benzolderivate.

## Gewinnung und Darstellung
1-Chlor-3,5-difluorbenzol kann durch Reaktion von 1,3,5-Trichlorbenzol mit Kaliumfluorid gewonnen werden.

## Eigenschaften
1-Chlor-3,5-difluorbenzol ist eine entzündliche farblose Flüssigkeit mit aromatischem Geruch, die nicht mischbar mit Wasser ist.

## Verwendung
1-Chlor-3,5-difluorbenzol kann als Zwischenprodukt zur Herstellung anderer chemischer Verbindungen verwendet werden.